# Кандидат (телесеріал)
«Кандидат» — український комедійний телесеріал. В якому популярний комедійний актор Антон Лірник зіграв життєрадісного директора ковбасного заводу Олексія Олексійовича Калача, який балотується в мери.

## Сюжет
Головний герой фільму – директор ковбасного заводу, щиросердний доброзичливий чоловік Олексій Олексійович Калач ніколи не впадає у відчай. Та через власну дружину опиняється на межі банкрутства. Скориставшись цим, люди мера пропонують йому взяти участь у виборах очільника міста. Натомість пропонують фінансову допомогу від нібито незалежних бізнесменів країни. Насправді ж плани у чинного мера зовсім інші – щирий і дивакуватий Калач має стати технічним кандидатом, щоб відтягувати голоси у опонента мера. Довірливий Олексій погоджується на пропозицію і розпочинає політичну гонку, не підозрюючи, що він лише маріонетка у великій політичній грі…

## У ролях
- Антон Лірник
- Антон Холькін
- Марк Дробот
- Костянтин Корецький
- Вікторія Токманенко
- Леся Самаєва

## Знімальна група
Продюсер:
- Олександр Ткаченко – генеральні продюсери
- Олена Васильєва
- Вікторія Лезіна
- Роман Лукін – виконавчі продюсери
- Христина Шкабар – виконавчі продюсери
- Ольга Задорожна – креативні продюсери
- Вадим Іщенко – креативні продюсери
- Ольга Михальченко – продюсери постпродакшни

Автор сценарію:
- Антон Холькін
- Олександр Сайков
- Сергій Алімов
- Микола Куцик
- Олена Павлова

Режисери:
- Павло Потатуєв

Оператор:
- Михайло Любарський
- Ігор Іванов

Художник:
- Володимир Лисак – постановники
- Петро Корягін – постановники
- Олександра Козель-Потатуева – по костюмахи

Монтажери:
- Вадим Іщенко